# Spiegel Grove

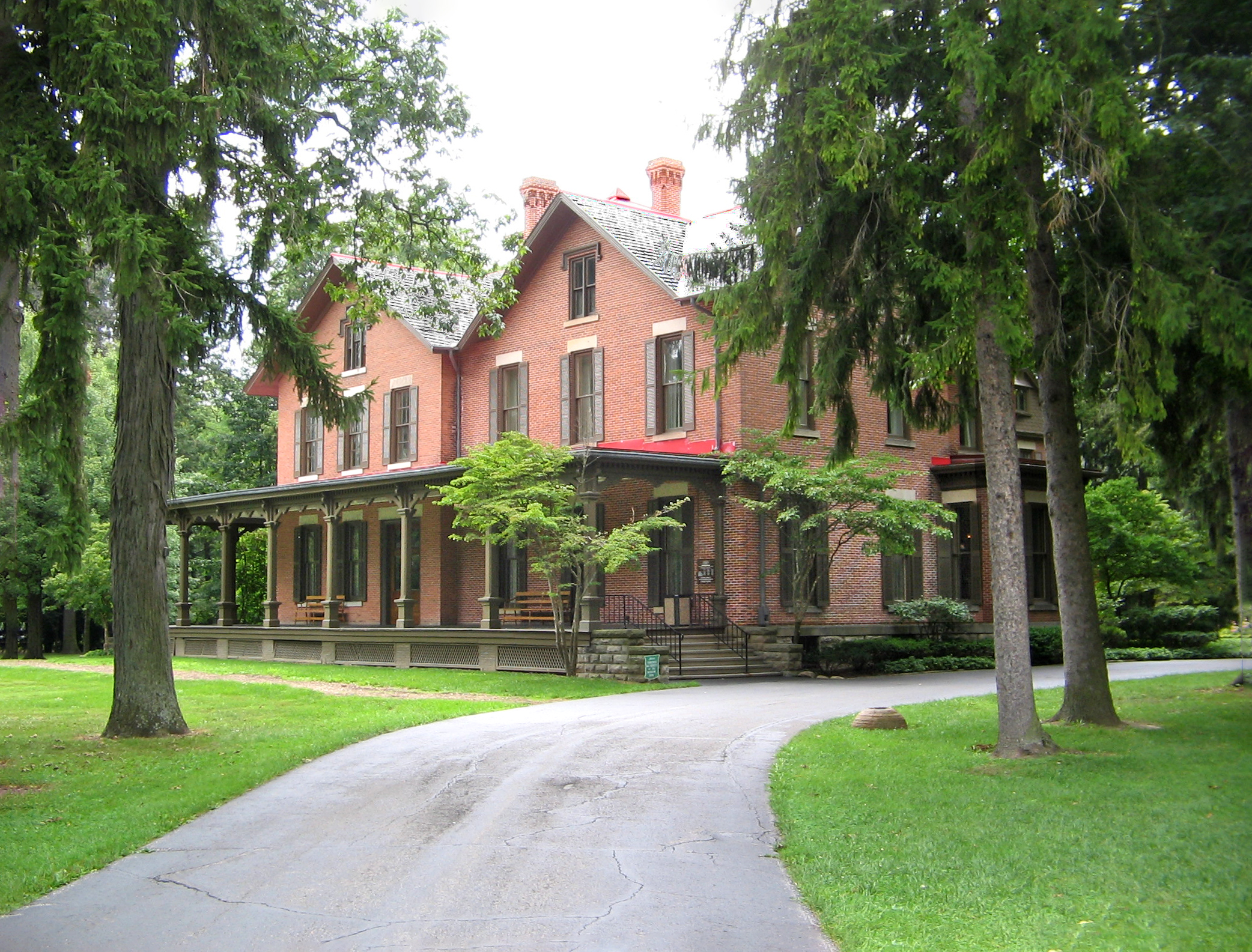
Blick über die Hauptzufahrt auf die Vorderseite von Spiegel Grove

Spiegel Grove, auch bekannt als Spiegel Grove State Park, Rutherford B. Hayes House, Rutherford B. Hayes Summer Home und Rutherford B. Hayes State Memorial, war das Anwesen von Rutherford B. Hayes, dem neunzehnten Präsidenten der Vereinigten Staaten, an der Ecke Hayes und Buckland Avenues in Fremont, Ohio.

## Geschichte
Der Überlieferung nach wurde das Anwesen von Hayes’ Onkel Sardis Birchard benannt, der es zunächst für seinen eigenen Wohnsitz baute. Er benannte es nach den spiegelnden Wasserbecken, die sich nach einem Regenschauer auf dem Grundstück sammelten.
Rutherford Hayes erbte das Anwesen und zog 1873 dorthin. Er starb 1893 und wurde auf dem Oakwood Cemetery neben seiner 1889 verstorbenen Frau beigesetzt. Nachdem das Haus dem Staat Ohio für den Spiegel Grove State Park geschenkt worden war, wurden die Leichen der beiden 1915 in Spiegel Grove beigesetzt. Sie sind in einer Gedenkstätte auf dem Grundstück begraben. Hier befindet sich auch das Rutherford B. Hayes Presidential Center, das 1916 eingerichtet wurde.
„Old Whitey“, ein Kriegspferd, das während des Bürgerkriegs diente und dem damaligen Major (später Generalmajor) Hayes gehörte, wurde zum Maskottchen des 23. Ohio Infanterie Regiments. Nach seinem Tod im Jahr 1879 wurde das Pferd in Spiegel Grove begraben, mit einem Grabstein, auf dem Old Whitey A Hero of Nineteen Battles 1861–1865 steht.
Spiegel Grove wurde am 29. Januar 1964 zum National Historic Landmark ernannt.
Am 15. Oktober 1966 wurde er in das National Register of Historic Places aufgenommen.

## Entwurf
Das Haus wurde um 1860 für Sardis Birchard als zweistöckige Backsteinvilla gebaut. Es verfügte über viele Schlafzimmer und eine umlaufende Veranda. Nachdem Rutherford B. Hayes 1880 eingezogen war, erweiterte er das Haus um fünf neue Zimmer und die massive Treppe, die bis in den vierten Stock hinaufführte. 1889 wurde das Haus um 6 weitere Zimmer erweitert, wodurch es sein heutiges Aussehen erhielt. Nach den Erweiterungen verfügte das Haus über mehr als 30 Zimmer und eine Wohnfläche von 930 m².

## Tourismus
Das Anwesen wurde dem Staat für den Spiegel Grove State Park überlassen. Seitdem ist das Haus als Hausmuseum für Touristen geöffnet. Gegen eine Gebühr können Besucher die verschiedenen Räume sowie Möbel, Bücher und andere Gegenstände im Haus besichtigen. Die meisten Räume im ersten und zweiten Stock sind für Besucher zugänglich. Die dritte und vierte Etage sind für die Öffentlichkeit nicht zugänglich.